# Jakob Emanuel Handmann
Jakob Emanuel Handmann (16 août 1718, Bâle - 3 novembre 1781, Berne) était un peintre suisse.
Handmann est né à Bâle. Il était un élève de Johann Ulrich Schnetzler (1704-1763) à Schaffhouse de 1735 à 1739. Il a également passé du temps à Paris, a travaillé à l'atelier de Jean Restout II, qui a influencé son travail. En 1742, Handmann a voyagé à travers la France. Il a fait ses études en Italie, en travaillant principalement dans les studios de Marco Benefial et Subleyras Pierre à Rome, où il copie des chefs-d'œuvre antiques et de la Renaissance. En juin 1746, il est de retour en Suisse et, à l'exception d'un voyage en Allemagne en 1753, il ne quittera plus jamais son pays natal. Il est décédé à Berne.

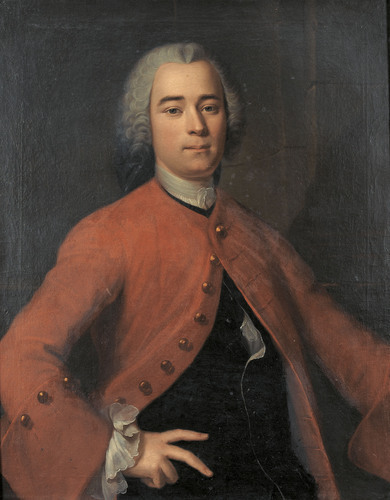
Portrait du banquier Jean-Rodolphe Marcuard en 1747.
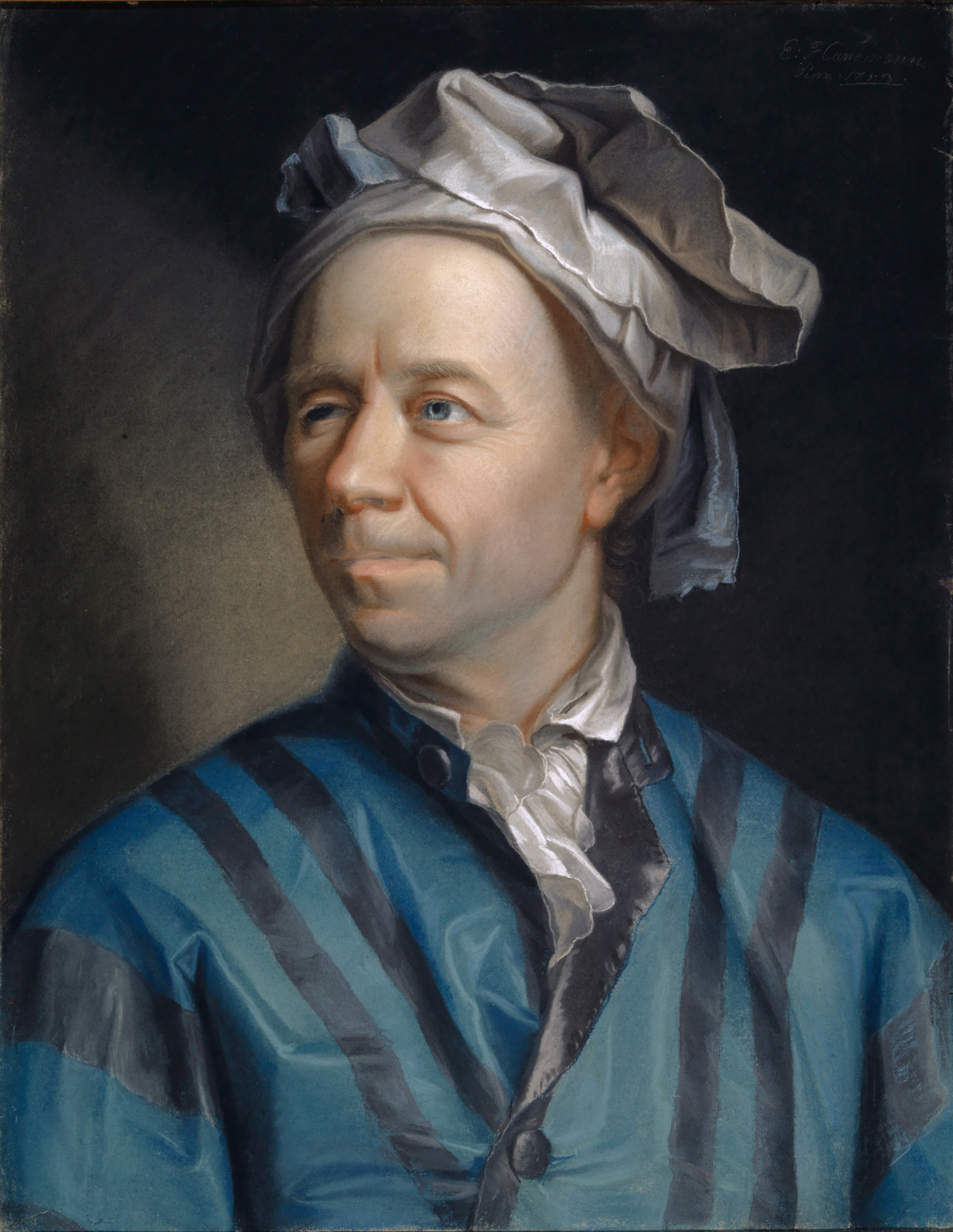
Un portrait d'Euler en 1753.